# Vitesse (jeu)
Pour les articles homonymes, voir Speed et Vitesse (homonymie).
 (octobre 2024).
Si vous disposez d'ouvrages ou d'articles de référence ou si vous connaissez des sites web de qualité traitant du thème abordé ici, merci de compléter l'article en donnant les références utiles à sa vérifiabilité et en les liant à la section « Notes et références ».
Vitesse (également appelé Speed) est un jeu de société traditionnel qui se pratique à deux joueurs, généralement avec un jeu de 52 cartes.

## Principe général
Chaque joueur se débarrasse le plus rapidement possible de sa main de 5 cartes et de sa pile de remplacement de 15 cartes en les plaçant, soit en montant ou soit en descendant, sur l'une des deux piles de combats, s'il le peut, le premier à finir gagne le jeu.

## Règle du jeu

### Matériel
- un jeu de 52 cartes
- une chaise par joueur (optionnel)
- une table

### Mise en place
- Le jeu a 6 piles, 4 au milieu et une devant chaque joueur

         R1

D1 C1 C2 D2

         R2
- Les 52 cartes sont brassées et distribuées aux deux joueurs :
- Deux piles de 6 cartes (cartes de départ, D1, D2) sont distribuées au milieu de la table, face cachée, en laissant la place pour deux autres piles (piles de combats, C1, C2) entre eux.
- Une pile de 15 cartes (cartes de remplacement, R1, R2), face cachée, est placée devant chaque joueur.
- 5 cartes sont données à chaque joueur, formant leur main, qu'ils peuvent regarder.

### But du jeu
Être le premier à se débarrasser de toutes ses cartes.

### Valeur des cartes
Les cartes sont en ordre numérique incluant les figures, et forme une boucle:

A 2 3 4 5 6 7 8 9 10 V D R A 2 3...

### Déroulement
- Au signal donné par l'un des joueurs, chaque joueur tourne à l'endroit simultanément une carte de sa pile de départ sur sa pile de combat, formant deux piles de combat. Chaque joueur peut jouer sur n'importe quelle des deux piles de combat.
- Le plus rapidement possible, chaque joueur essai de trouver une carte dans sa main dont la valeur est une de plus ou une de moins que l'une des deux cartes des piles de combat, et de la dépose sur celle-ci, par exemple si une des deux cartes est un 3 et qu'il a dans sa main un 2 ou un 4, il la prend et la dépose sur le 3. Ceci est répété aussi souvent que possible.
- Quand désiré, chaque joueur peut compléter sa main en pigeant dans sa pile de remplacement, mais sans jamais dépasser 5 cartes dans sa main.
- Lorsque les deux joueurs sont bloqués, alors on tourne de nouveau deux nouvelles cartes de départ sur chaque pile de combat, après le signal d'un des joueurs. Lorsque les piles de cartes de départ sont épuisées, mélangez chacune des piles de combat et placez-les à l'envers dans les piles de départ.

### Fin de partie et vainqueur
- Le premier joueur qui épuise toutes les cartes de sa main et de sa pile de remplacement gagne la partie.

### Stratégie
- Avant le signal de départ, placer ses cartes en ordre numérique pour pouvoir les placer plus rapidement sur l'une des piles de combat. L'ordre peut être montant ou descendant, ou en partie, les deux, par exemple "3 4 5 4 3".
- Essayer de bloquer une suite de son adversaire en plaçant sa propre carte au milieu de sa suite, par exemple si l'adversaire essai de déposer "3 4 5" et que vous déposer immédiatement votre 2 sur son 3, il ne pourra plus déposer son 4 et 5.
- Autant que possible, surveiller votre adversaire afin que les cartes soient bien déposées dans l'ordre et une à la fois, et qu'il n'ait jamais plus de 5 cartes dans sa main.